# Matto regiert (Film)
Matto regiert, in Deutschland unter dem Titel § 51 – Seelenarzt Dr. Laduner verliehen, ist ein Schweizer Kriminalfilm aus dem Jahre 1947 mit Heinrich Gretler in der Hauptrolle. Er nahm hier seine bereits 1939 erstmals in Wachtmeister Studer gespielte Rolle des Polizeiermittlers Studer wieder auf. Die Regie in der Verfilmung von Friedrich Glausers gleichnamigem Roman führte wiederum Leopold Lindtberg.

## Handlung
In der psychiatrischen Klinik von Randlingen stehen sich Chefarzt Dr. Borstli und sein Stellvertreter Dr. Laduner als Konkurrenten gegenüber. Laduner lehnt die herkömmlichen und von ihm als veraltet angesehenen Behandlungsmethoden Borstlis ab. Während einer längeren Abwesenheit Borstlis hat Laduner den Patienten Herbert Caplaun, der sich von seinem tyrannischen Vater gequält fühlt, nach seinen eigenen, modernen Methoden erfolgreich behandelt. Als Borstli wieder zurückkehrt, verweigert er Laduner die Anerkennung und behauptet stattdessen, dass kein Fortschritt zu erkennen sei und verwahrt Caplaun weiterhin gegen dessen Willen in der Klinik. Während einer Tanzveranstaltung, an der Patienten und Personal teilnehmen, kommt es zum offenen Disput zwischen den beiden Psychiatern. Herbert Caplaun, der Zeuge der Auseinandersetzung wird, sucht Verständnis bei der jungen Krankenschwester Irma Wasem. Die beiden sind verliebt ineinander. In derselben Nacht kann er der Aufsicht des Pflegers Gilgen entgehen und Dr. Borstli abfangen. Erregt versucht Caplaun dem Direktor klarzumachen, dass er sich als geheilt betrachte und entlassen werden will. Der Chefarzt lässt aber nicht mit sich reden und verkündet herablassend, dass Caplaun dies wohl kaum beurteilen könne. Wenig später findet man Herbert bewusstlos vor. Borstli ist unauffindbar.
Die Polizei wird eingeschaltet und Wachtmeister Studer, ein behäbig wirkender Beamter, nimmt die Ermittlungen in diesem Vermisstenfall auf. Durch Laduner wird Studer in die ihm völlig fremde Welt der psychischen Erkrankungen eingeführt, in „Mattos Reich“. "Matto" ist das italienische Wort für "verrückt", wie Laduner erklärt. Studer inspiziert das grossflächigen Areal, bis er schliesslich Borstlis Leiche im Schacht des hauseigenen Aufzugs findet. 
Herbert Caplaun leidet seit seiner Begegnung mit Borstli an Schlaflosigkeit. Er ist überzeugt, den Direktor ermordet zu haben. Er überredet Irma, mit ihm aus der Klinik zu fliehen. In einem abgelegenen Chalet, das Pfleger Gilgen gehört, kann Studer die beiden aufspüren. Herbert versucht sich umzubringen, weil er sich am Tod des Direktors schuldig fühlt. Studer sieht dies anders: Der schmächtige Caplaun könne unmöglich den gewichtigen Borstli in den Schacht gestossen haben. Vielmehr, so ergeben die Ermittlungen, muss der Täter die Fahrstuhltür so manipuliert haben, dass der ahnungslosen Borstli beim Betreten des Fahrstuhls in die Tiefe stürzte.
Während weiteren Ermittlungen erkennt Wachtmeister Studer, dass der scheinbar hilfsbereite Portier Dreyer der wahre Täter ist. Von der Polizei gestellt, flieht der Mann über die Dächer der Anstalt und versucht, zu entkommen. Es kommt zu einer Verfolgungsjagd, dann aber wird Dreyer von der Polizei in Gewahrsam genommen. Für Caplaun bedeutet die Lösung dieses Falls seine ersehnte Freiheit. Es hat sich herausgestellt, dass er nie psychisch kank war, sondern dass Borstli nur deshalb auf dessen Weiterbehandlung beharrte, weil Herberts Vater, Georg Caplaun, den Anstaltsdirektor dafür bezahlte, den rebellischen Sohn in der Psychiatrie zu behalten. Während Dr. Laduner Caplauns Vater in die Schranken weist, verlässt das Liebespaar Herbert und Irma Randlingen in eine gemeinsame Zukunft.

## Produktionsnotizen
Die Dreharbeiten zu Matto regiert begannen am 7. Dezember 1946 und endeten am 21. März 1947. Die Innenaufnahmen entstanden in den Filmstudios Bellerive und Rosenhof in Zürich, die Aussenaufnahmen wurden in der Kantonalen Psychiatrischen Klinik von Königsfelden sowie in Brugg und am Ufer der Limmat gedreht. Die Uraufführung am 17. April 1947 im Zürcher Rex-Kino statt. In Deutschland lief der Film unter dem Titel § 51 – Seelenarzt Dr. Laduner am 22. August 1952 an.
Die Produktionsleitung lag in den Händen von Oscar Düby, die Filmbauten entwarf Robert Furrer.
Die 20-jährige Elisabeth Müller gab hier ihren Einstand vor der Kamera. Für die beiden aus Hitler-Deutschland in die Schweiz geflohenen Schauspieler Fritz Delius und Hugo Döblin, die hier sehr kleine Rollen spielten, war dies der letzte Filmauftritt.
Der Film kostete etwa 395.000 Schweizer Franken und war, angesichts der Tatsache, dass man international nach dem Welterfolg von Lazar Wechslers Produktion Die letzte Chance einen weiteren, künstlerischen grossen Wurf anstatt eine Rückkehr zu einem regional-schweizerischen Thema erwartete, ein grosser finanzieller Misserfolg.

## Zur Entstehungsgeschichte

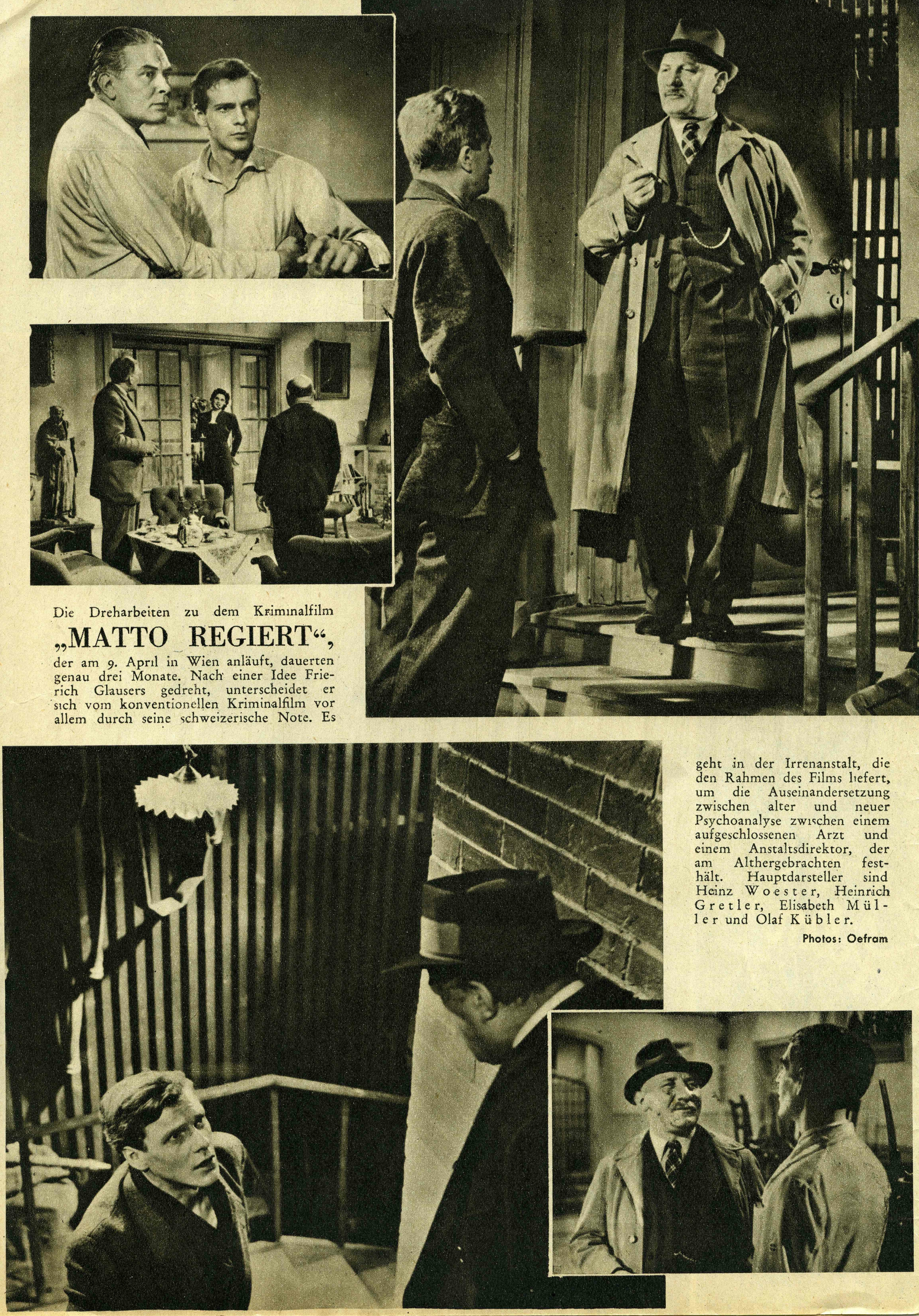
Filmzeitschrift Mein Film mit dem Bildbericht zur Premiere in Wien, 1948

Ursprünglich wurde ein Drehbuch für diesen Film bereits 1942/43 von Richard Schweizer und David Wechsler verfasst, doch beide liessen ein Gespür für den Stoff, wie Hervé Dumont zu berichten weiss, vermissen. Noch im März des Jahres 1943 begannen die Dreharbeiten zu dem ersten „Matto“-Filmversuch. Gretler und der im Schweizer Exil lebende Theaterkünstler Wolfgang Langhoff in der Rolle des Dr. Laduner standen als Hauptdarsteller fest. Die Regie musste der künstlerisch sichtlich überforderte Schnittmeister und Schweizer Staatsbürger Hermann Haller übernehmen, da die Schweizer Fremdenpolizei nicht gewillt war, für diesen Film dem Ausländer Lindtberg erneut eine Arbeitsgenehmigung zu geben. Nach nur einer Woche musste die Produktion abgebrochen werden, zumal auch der als Ersatzregisseur vorgesehene Max Haufler sich ausserstande sah, diesen komplexen Stoff zu inszenieren.
Erst aus Hollywood kam Hilfe: Wilhelm Dieterle schlug daraufhin Wechsler vor, den in Kalifornien im Exil lebenden deutschen Dramatiker Alfred Neumann das vorhandene Manuskript so umzuschreiben zu lassen, dass es verfilmbar werden würde. Als die Dreharbeiten schliesslich zum Jahresende 1946 begannen, war der vorgesehene Laduner-Darsteller Langhoff bereits wieder nach Berlin heimgekehrt, um dort die Leitung des Deutschen Theaters zu übernehmen, woraufhin der Zürcher Theaterschauspieler Heinz Woester, der zuvor im Film nur in unbedeutenden Rollen zu sehen gewesen war, die Rolle des Dr. Laduner erhielt. Der ursprünglich vorgesehene Lindtberg, den die Schweizer Fremdenpolizei noch im Juli desselben Jahres als unerwünschten Ausländer des Landes verweisen wollte, konnte nun trotzdem die Regie übernehmen. Lindtberg kam seiner Ausweisung zuvor und reiste mit Produzent Wechsler und Drehbuchautor Schweizer zu Filmkontakten nach Hollywood. Dort vollendete er mit Neumann den endgültigen Drehbuchentwurf zu Matto regiert.

## Kritiken
Die zeitgenössische Kritik (1947) reagierte enttäuscht auf den Film, der international den hohen Erwartungen nach Lindtbergs phänomenalem Welterfolg „Die letzte Chance“ in keiner Weise entsprach. International kaum verliehen (bis 1952 in Österreich, Frankreich, Belgien und der Bundesrepublik) wurde er 1947 auf der Biennale sogar ausgepfiffen.

„Dennoch ist Matto regiert ein interessanter Film, in dem Lindtberg ein erzählerisches Können an den Tag legt, das man bei ihm kaum kannte. Die Bilder fügen sich natürlich aneinander, mit einer grossen Vielfalt von Blickwinkeln du Kamerabewegungen; die Positionswechsel gehorchen einer ausgeklügelten Raumgeometrie. Auch die Nebendarsteller … sind von Meisterhand geführt, ihre Leistungen sind solid ins dramatische Gefüge integriert. Visuell reiht sich der Film in die zeitgenössische Strömung des „film noir“ ein, mit seiner Vorliebe für Schatten, nächtliche Auseinandersetzungen, symbolträchtige Bildausschnitte … ohne aber je in rein dekorative Stilisierung abzugleiten. Lindberg … schafft eine Art „Kammerfilm“… Die psychologische Dichte obsiegt über Spannung und Handlung...“

„Spannend inszenierter Kriminalfilm in einer Welt zwischen Wahn und Realität, in der „Matto“ (das heisst der Geist der Kollektivschuld der Gesellschaft und der Ungeist der sozialen Ungerechtigkeit) regiert.“